# Balmes
Balmes – opuszczona miejscowość w Hiszpanii, w Katalonii, w prowincji Girona, w comarce Gironès, w gminie Celrà.
Według danych IDESCAT z 2019 roku miejscowości nie zamieszkiwała ani jedna osoba.